# O Guds Lamm (Graduale Romanum XVII)
O Guds Lamm från Graduale Romanum XVII är ett moment i den kristna mässan som heter Agnus Dei och den är skriven på 1000-talet.

## Publicerad i
- Graduale Romanum XVII
- Bjuråkerhandskriften
- Höghandskriften
- Liber Cantus (Växjö)
- Liber Cantus (Uppsala)
- 1697 års koralbok
- Musiken till Svenska Mässan 1897.
- Den svenska mässboken 1942, del 1.
- Gudstjänstordning 1976, del II Musik. (bearbetad)
- Den svenska kyrkohandboken 1986 under O Guds Lamm.